# Red Bull RB1
Der Red Bull RB1 war der erste Formel-1-Rennwagen von Red Bull Racing. Er nahm an 18 von 19 Rennen der Formel-1-Weltmeisterschaft 2005 teil.

## Technik und Entwicklung
Der Red Bull RB1 wurde im Jahr 2004 ursprünglich beim Jaguar-Formel-1-Team entwickelt. Mit dem Kauf von Jaguar Racing durch den Energy-Drink-Hersteller Red Bull übernahm das neue Team Red Bull Racing auch das Konzept des von Mark Smith und Rob Taylor entworfenen Fahrzeugs. Angetrieben wurde der RB1 vom V10-Cosworth-TJ2005. Die Reifen des RB1 stellte der französische Reifenhersteller Michelin.

## Lackierung und Sponsoring
Die Grundfarbe des Red Bull RB1 ist dunkelblau. Auf dem Fahrzeug sind großflächige Sponsorenaufkleber von Red Bull platziert. Auf der Motorhaube und dem Frontflügel das Red-Bull-Logo, auf den Seitenkästen der Red-Bull-Schriftzug. Ein weiterer Sponsor ist der Reifenlieferant Michelin.

## Fahrer
Pilotiert wurde der RB1 vom Schotten David Coulthard im ersten Wagen sowie dem Österreicher Christian Klien und dem Italiener Vitantonio Liuzzi, die sich in dem zweiten Wagen abwechselten.
Dritte Fahrer waren die beiden zum Einsatz gekommenen Christian Klien und Vitantonio Liuzzi sowie der US-Amerikaner Scott Speed. Testfahrer war der Schweizer Neel Jani.

## Ergebnisse
| Fahrer                          | Nr.                             | 1 | 2 | 3   | 4  | 5   | 6   | 7 | 8 | 9   | 10  | 11 | 12 | 13  | 14 | 15 | 16  | 17  | 18 | 19 | Punkte | Rang |
| ------------------------------- | ------------------------------- | - | - | --- | -- | --- | --- | - | - | --- | --- | -- | -- | --- | -- | -- | --- | --- | -- | -- | ------ | ---- |
| Formel-1-Weltmeisterschaft 2005 | Formel-1-Weltmeisterschaft 2005 |   |   |     |    |     |     |   |   |     |     |    |    |     |    |    |     |     |    |    | 34     | 7.   |
| David Coulthard                 | 14                              | 4 | 6 | 8   | 11 | 8   | DNF | 4 | 7 | DNS | 10  | 13 | 7  | DNF | 7  | 15 | DNF | DNF | 6  | 9  | 34     | 7.   |
| Christian Klien                 | 15                              | 7 | 8 | DNS |    |     |     |   | 8 | DNS | DNF | 15 | 9  | DNF | 8  | 13 | 9   | 9   | 9  | 5  | 34     | 7.   |
| Vitantonio Liuzzi               | 15                              |   |   |     | 8  | DNF | DNF | 9 |   |     |     |    |    |     |    |    |     |     |    |    | 34     | 7.   |

| Legende  | Legende            | Legende                                                          |
| Farbe    | Abkürzung          | Bedeutung                                                        |
| -------- | ------------------ | ---------------------------------------------------------------- |
| Gold     | –                  | Sieg                                                             |
| Silber   | –                  | 2. Platz                                                         |
| Bronze   | –                  | 3. Platz                                                         |
| Grün     | –                  | Platzierung in den Punkten                                       |
| Blau     | –                  | Klassifiziert außerhalb der Punkteränge                          |
| Violett  | DNF                | Rennen nicht beendet (did not finish)                            |
| Violett  | NC                 | nicht klassifiziert (not classified)                             |
| Rot      | DNQ                | nicht qualifiziert (did not qualify)                             |
| Rot      | DNPQ               | in Vorqualifikation gescheitert (did not pre-qualify)            |
| Schwarz  | DSQ                | disqualifiziert (disqualified)                                   |
| Weiß     | DNS                | nicht am Start (did not start)                                   |
| Weiß     | WD                 | zurückgezogen (withdrawn)                                        |
| Hellblau | PO                 | nur am Training teilgenommen (practiced only)                    |
| Hellblau | TD                 | Freitags-Testfahrer (test driver)                                |
| ohne     | DNP                | nicht am Training teilgenommen (did not practice)                |
| ohne     | INJ                | verletzt oder krank (injured)                                    |
| ohne     | EX                 | ausgeschlossen (excluded)                                        |
| ohne     | DNA                | nicht erschienen (did not arrive)                                |
| ohne     | C                  | Rennen abgesagt (cancelled)                                      |
| ohne     | keine WM-Teilnahme |                                                                  |
| sonstige | P/fett             | Pole-Position                                                    |
| sonstige | 1/2/3/4/5/6/7/8    | Punktplatzierung im Sprint-/Qualifikationsrennen                 |
| sonstige | SR/kursiv          | Schnellste Rennrunde                                             |
| sonstige | *                  | nicht im Ziel, aufgrund der zurückgelegten Distanz aber gewertet |
| sonstige | ()                 | Streichresultate                                                 |
| sonstige | unterstrichen      | Führender in der Gesamtwertung                                   |